# 蘭茜
蘭茜，原名簡詠嫻（英文名：Nancy Kan Wing Han，1970年7月25日—），香港節目主持、演員，其中最為觀衆熟知的是在1999年無綫電視綜藝節目《獎門人系列》當中擔任「獎姐」。

## 經歷
蘭茜由幼稚園、小學至中學皆就讀於嘉诺撒聖心書院，1994年於香港城市大學英文系畢業，取得學士學位。大學一年級時參與香港商業電台DJ招募，於叱咤903擔任節目主持，首個節目為與軟硬天師拍檔主持的《老人院》，藝名蘭茜為軟硬天師所起，又以廣播劇《蘭茜夫人劇場》為人熟悉，後過檔新城電台。1999年，蘭茜參與無綫電視「獎門人」系列遊戲節目中第四輯《驚天動地獎門人》，擔任其中一位主持，在玩遊戲時用牙刨西瓜的經典畫面令觀衆印象深刻。
蘭茜亦曾於多部電影中飾演配角，由於她的外型，特別是牙齒比較特別，因此多數在喜劇中飾演較為誇張的「醜女」角色。蘭茜在周星馳電影《算死草》中，飾演呂忍（莫文蔚飾）的朋友。於林海峰電影《廢話小說》中，飾演一名暴飲暴食的癡肥女孩。
蘭茜於2006年主持無綫電視遊戲節目《遊戲天王》後淡出幕前，於香港中文大學人類學系深造，2008年取得碩士學位，又在香港大學讀輔導碩士課程。因熱愛歷史，愛逛博物館，在一間古董店工作了7年。在2013年無綫電視節目《超級無敵獎門人終極篇》，蘭茜亦有與其他歷代「獎老」一同參與錄影。2022年3月，在ViuTV劇集《940920》中客串「余家聰姨媽」一角，為其闊別多年的幕前演出，其後受曾志偉邀請到無綫電視擔任行政工作。2022年9月，曾志偉在拍攝《開心無敵獎門人》其間確診2019冠狀病毒病，遂邀請蘭茜在第6集任代班主持。2023年，蘭茜重返香港商業電台，自1月8日起逢週日晚11點在雷霆881主持節目《茜選快樂》，亦偶爾擔任叱吒903《在晴朗的一天出發》的代班主持。
蘭茜業餘對書畫有研究，其作品曾參與多個展覽，包括中國、香港、澳門書畫聯展，香港藝術界慶祝香港回歸十周年大匯展。現任香港書畫學會及香港婦女文化藝術協會執委。2021年11月，在香港文化中心舉行首個個人書畫展「應無所住」。

## 節目主持

### 香港商業電台
- 《老人院》（叱咤903）
- 《茜遊戲》（叱咤903）
- 《熱竇》（1997年暫別商台前最後一個主持的平日節目，其後當奴改與少爺占合作至今）
- 《茜選快樂》（雷霆881，相隔26年後重返商台）
- 《在晴朗的一天出發》（叱咤903，客席主持）

叱咤903於90年代曾有《蘭茜夫人劇場》廣播劇系列，另於獨立時段播放，期間並沒有蘭茜做主持。

### 新城電台
- 《兩個女人一個靚一個仲靚》（與楊寶玲）
- 《神經拉茜》（與李麗蕊）
- 《今夕是何夜》
- 廣播劇《七年三日》

### 無綫電視
- 《驚天動地獎門人》
- 《遊戲天王》
- 《超級無敵獎門人終極篇》
- 《開心無敵獎門人》(第六集代班主持)

## 電影作品
- 《山水有相逢》 (1995年)
- 《天空小說》 (1995年)
- 《廢話小說》 (1996年)
- 《四面夏娃》 (1996年)
- 《百分百感覺》 (1996年)
- 《百分百啱Feel》 (1996年)
- 《G4特工》 (1997年)
- 《初纏戀后的二人世界》 (1997年)
- 《算死草》 (1997年)
- 《戇星先生》 (1997年)
- 《超級無敵追女仔》 (1997年)
- 《誤人子弟》 (1997年)
- 《完全結婚手冊》 (1997年)
- 《千王之王2000》 (1999年)
- 《生命祇剩一小時》 (1999年)
- 《手機凶靈》 (2000年)
- 《買兇拍人》 (2001年)

## 電視劇作品

### ViuTV
- 《940920》 (2022年)

## 資料來源
1. 1 2  Meet Some M.A. Graduates （页面存档备份，存于） 香港中文大學 人類學系
2. ↑  好姨講場: 「醜女」蘭茜 快閃避鏡頭[永久] 3周刊，第790期
3. ↑  . skypost.ulifestyle.com.hk.   [2022-07-08] （中文）.[]
4. ↑  曾志偉為過癮出山 （页面存档备份，存于） 都市日報，2013年5月16日
5. ↑  《掌門人》搵兩大乳神 彭丹孟瑤谷收視 蘋果日報，2013年5月15日
6. ↑  . topick.hket.com.   [2022-07-08]. （原始内容存档于2022-07-08）.
7. ↑  鄺鈺瑩. . 香港01. 2022-05-04  [2022-07-08]. （原始内容存档于2022-07-08） （中文（香港））.
8. ↑  . 明報OL網.   [2023-01-07]. （原始内容存档于2023-09-29） （中文（繁體））.
9. ↑  . 商業電台 881903.   [2023-01-07]. （原始内容存档于2023-03-15） （中文（繁體））.
10. 1 2  簡詠嫻 （页面存档备份，存于） hkiaa
11. ↑  . skypost.ulifestyle.com.hk.   [2022-07-08] （中文）.[]

## 外部連結
蘭茜的Instagram帳戶